# Gymnopternus vanduzeei
Gymnopternus vanduzeei är en tvåvingeart som beskrevs av Charles Howard Curran 1930. Gymnopternus vanduzeei ingår i släktet Gymnopternus och familjen styltflugor.
Artens utbredningsområde är Oregon. Inga underarter finns listade i Catalogue of Life.